# 探検!九州
探検!九州（たんけん!きゅうしゅう）は、RKB毎日放送がかつて1990年10月から放送していた情報番組。放送時間は毎週月曜19:00～19:55。
キャスターは作家・イベントプロデューサーの白木正四郎と、当時RKBアナウンサーの安田瑞代。2014年3月17日を以って終了。

## 概要
九州各地のグルメスポットや観光地を紹介することが多いが、コンビニエンスストア、CMといったテーマを深く掘り下げる特集も放送することがある。また、各地の離島をレポーターが訪問するコーナーも人気。

2004年10月から2005年3月まではテレビ山口でもネットされていた。また山陽放送でも2009年3月1日の1回だけネットされた他、南日本放送や長崎放送でも放送されたことがある。

2012年10月より、熊本放送でもネットされる。また、九州以外のTBS系列局で単発放送された例がある。

<2013年4月28日（日曜）深夜1:20～2:20（日付の上では29日） に中国放送が「高田課長の街ぶら59～早春の門司エリア～」（RKBでは3月18日放送）を単発放送している。

テーマ曲は井上陽水の「夢の中へ」。不定期に番組内で紹介した食べ物を集め販売する、「探検!九州フェア」も福岡市内の百貨店（岩田屋）で開催することがある。

## 放送時間
下記の放送枠にもあるが、ローカルセールス（TBSではこの時間に『そこが知りたい』などを放送していた）枠で放送してきた。
- 1990年10月～1992年9月　火曜 19:00～19:54
- 1992年10月～1999年3月　火曜 20:00～20:54
- 1999年4月～2000年3月　木曜 19:00～19:54
- 2000年4月～2009年3月　木曜 18:55～19:54
- 2009年4月～2010年3月　水曜 19:55～20:54
- 2010年4月～2012年9月　水曜 19:00～19:55
- 2012年10月～2014年3月 月曜 19:00～19:55

## 歴代のキャスター
- 安藤豊[3]
- 桐田穣
- 福田健次
- 島田洋七

## 主な企画

### 鈍行列車グルメ旅
番組開始以来長年にわたって続いている当番組の要となる企画のひとつ。磯田久美子が九州各県のJR・第三セクター鉄道の鉄道路線を乗り継ぎ、その名所の料理を堪能する。
なお、この企画のテーマ曲として、風味堂の「おかえりなさいが待っている」が使用されている。

### 高田課長企画
街ぶら
福岡吉本所属の高田課長が福岡県内を中心とした九州各地の街を散歩し、その街のグルメや人たちの触れ合いを描く。
今月の島
高田課長が九州・沖縄の島をたずね、島の住民との触れ合いを描く。